# 嵐山パーキングエリア

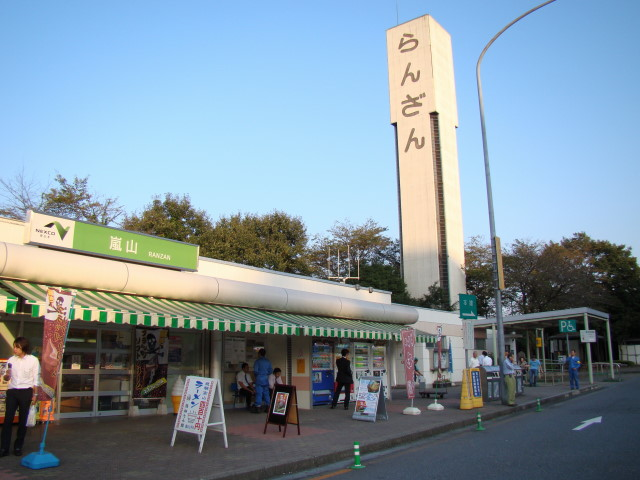
上り線施設（2008年10月）

嵐山パーキングエリア（らんざんパーキングエリア）は、埼玉県比企郡嵐山町越畑にある、関越自動車道のパーキングエリア。
このパーキングエリアを境に、東京方面は道路照明灯による連続照明が行われる。

## 道路
- E17 関越自動車道

## 施設

### 上り線（東京方面）
- 駐車場
  - 大型23台
  - 小型38台
- トイレ
  - 男性 大3（和式1・洋式2）・小10
  - 女性 13（和式1・洋式12）
    - 同伴の男児用 1

  - 車椅子用 1
- スナック（7:00-20:00）
- ショッピング（7:00-20:00）
- 自動販売機
- 給電スタンド（24時間）
- ハイウェイ情報ターミナル
- エリアスタンプは嵐山渓谷とオオムラサキである。

### 下り線（長岡方面）
- 駐車場
  - 大型23台
  - 小型38台
- トイレ
  - 男性 大3（和式1・洋式2）・小10
  - 女性 13（和式1・洋式12）
    - 同伴の男児用 1

  - 車椅子用 1
- スナック（7:00-19:00）
- ショッピング（7:00-19:00）
- 自動販売機
- 給電スタンド（24時間）
- ハイウェイ情報ターミナル
- エリアスタンプは小川和紙である。

## 歴史
- 1980年（昭和55年）7月17日 : 東松山IC - 前橋ICの開通に伴い供用開始。
- 2022年（令和4年）3月25日 : 当PA付近の上り線でゆずり車線 (2.8 km) の運用を開始[1]。

## 隣
E17 関越自動車道
(6-1)嵐山小川IC - 嵐山PA - (7)花園IC